# 赤湯温泉 (山形県)
赤湯温泉（あかゆおんせん）は、山形県の南東端部に存在する温泉の1つである。

## 泉質
赤湯温泉には、2020年現在、個人所有の源泉井を含めて5つが存在する。源泉井によって泉質は異なり、単純温泉以外に、塩化物泉なども見られる。なお、これらの源泉の温度は、52 ℃から61 ℃の範囲である。また、これらの源泉のpHは、7.3から9.5と幅が見られる。

## 源泉
赤湯温泉の源泉は、米沢盆地の北端部に数本の源泉井が存在する。しかし、1949年に「森の山源泉」と呼ばれる新たな源泉井を掘削してポンプアップした結果、周辺の源泉井で温泉水が得られなくなった。このように、新源泉開発や、ポンプアップ実施により、赤湯温泉では源泉間の相互作用の問題が顕在化した。

### 集中管理方式導入後
このため1950年以降は、源泉の集中管理を実施した。まず、1950年には「森の山源泉」を集中管理して、この源泉井だけを用いた。つまり各温泉施設への温泉水は「森の山源泉」からのみ供給した。しかし、1973年には「森の山2号源泉」を掘削してポンプアップを開始し、2013年には「湯川原源泉」を掘削してポンプアップを開始した。赤湯温泉では、2020年現在、個人所有の源泉1つを除いて、これら3つの源泉を利用して、付近の温泉施設に配湯している。
なお、これ以外に、2020年現在、南陽市市営の「ハイジアパーク」の源泉井1本も、利用されている。

### 廃止源泉井の活用
合計2本の「森の山源泉」と、もう1つの「湯川原源泉」の間に有った源泉井は廃止された。2020年現在も、この廃止源泉井に、付近を流れる河川の水を導いた上で、放置してある。つまり、この方法で地下水の涵養を行っている形である。無論、この方法で注水した河川水が、温泉水に直接変化しているわけではないとされる。一方で、この方法によって地下水の涵養を行っているために、少なくとも「森の山源泉」と「森の山2号源泉」の水位を、約1.5 m上昇させる効果が出ているとの報告も有る。

## 温泉地
赤湯温泉は米沢盆地の北端部、吉野川の近くに位置する。温泉街が形成されており、14軒の旅館が存在する。

### 温泉施設

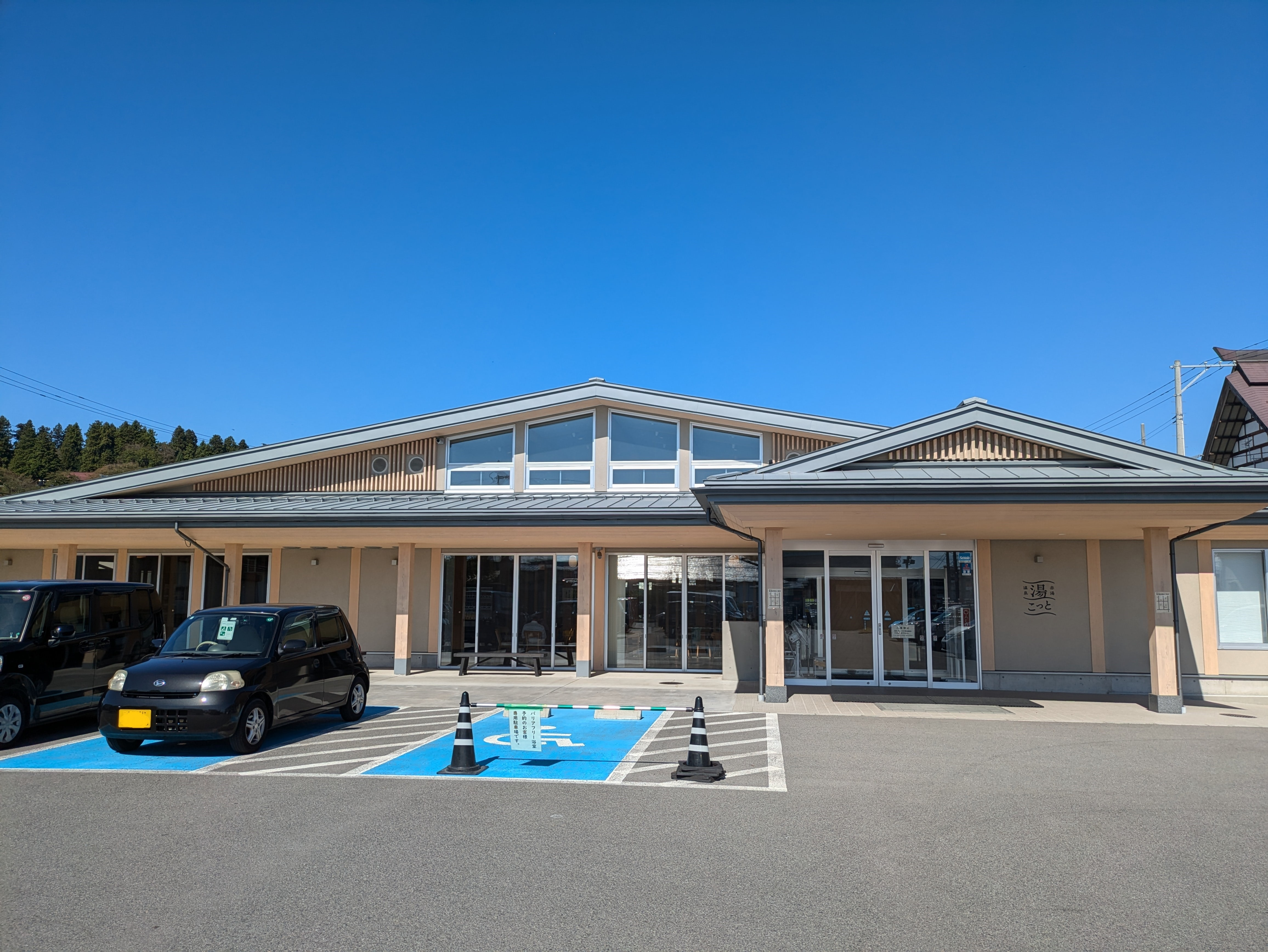
赤湯温泉 湯こっと

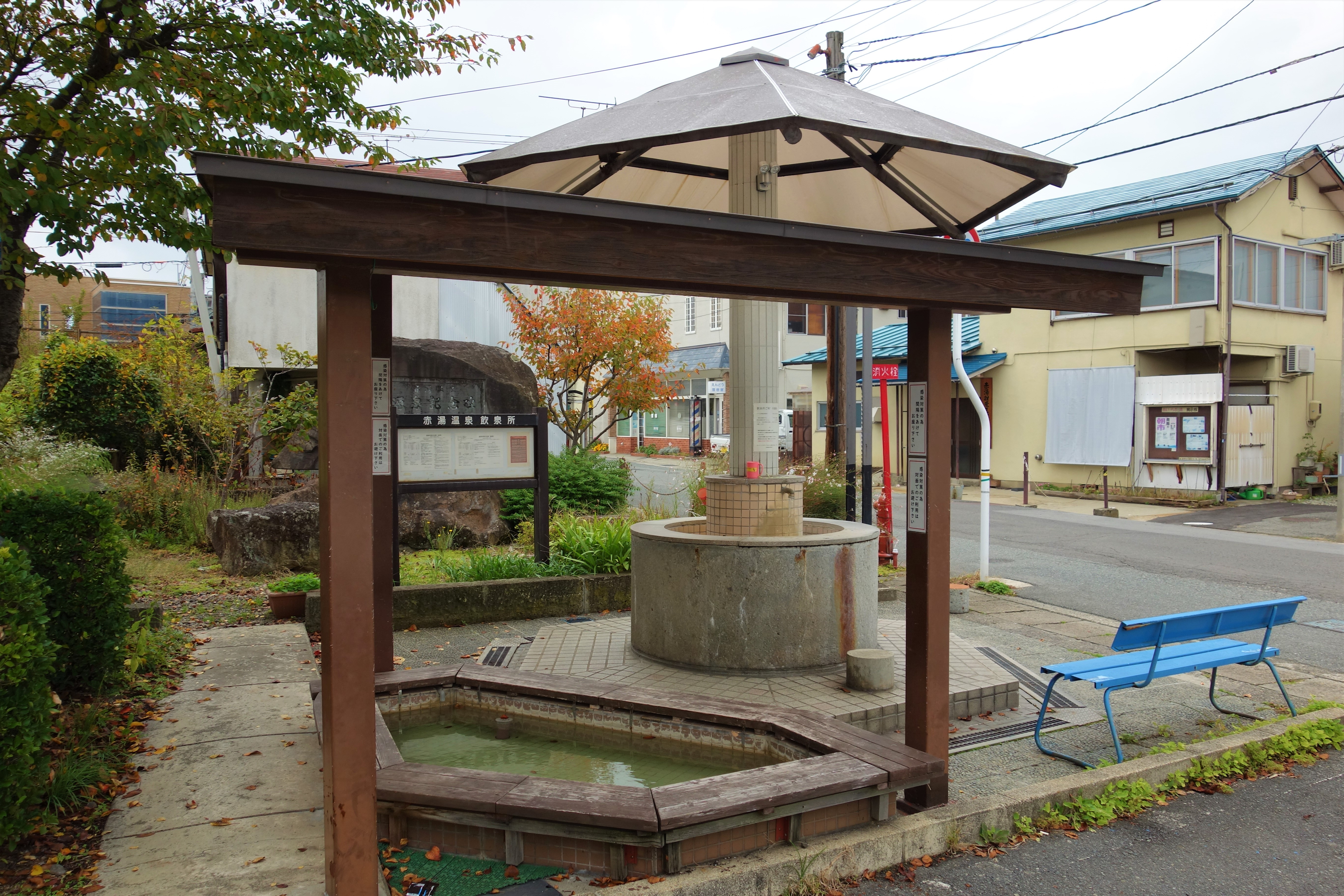
赤湯温泉の足湯と飲泉場

4つの共同浴場が運営され、日本において共同浴場が比較的多い温泉地として知られた。その4つが「赤湯元湯」「あずま湯」「とわの湯」「烏帽子の湯」である。
しかし、赤湯財産区が運営する公衆浴場のうち老朽化した2カ所（「あずま湯」と「とわの湯」）と「老人いこいの家」及び「温泉事務所」を統合することになり、2022年6月に旧南陽市民会館跡地に日帰り温泉施設「赤湯温泉 湯こっと」がオープンすることになった。
なお源泉地には、飲泉場や足湯も設けられている。

### アクセス
温泉街は、JR奥羽本線・山形新幹線および山形鉄道フラワー長井線の赤湯駅から見て東の方向に位置する。赤湯駅からは路線バスで約5分である。
路線バスは赤湯駅東口から中川地区バスの元中山公民館行きに乗り、山形県道156号赤湯停車場線のえくぼプラザ停留所で下車。高速バスは東北急行バスのレインボー号が山形県道102号南陽川西線（国道13号旧道）の赤湯温泉口停留所に停車する。
なお、路線バスは市が運営する各地区と公立病院を結ぶ市民向けの連絡バスであり1日３～5便で7時ごろから16時頃までの時間帯で2～3時間に1本程度の運行である。病院との連絡バスである性格上、外来診察のない土日祝日と年末年始は運休となるため、観光目的で訪れる際の利用には不向きである。
付近の主要な道路は、国道13号や国道113号、国道399号などがある。高速道路の最寄りインターチェンジは東北中央自動車道の南陽高畠インターチェンジである。

## 歴史
伝説を除いても、少なくとも、この地が出羽国や羽前国などと呼ばれていた時代から利用されてきた温泉である。ただし、かつてとは異なり、現在の主要な源泉は、温泉水をポンプアップして利用している。

### 伝説
1093年に、源義家の弟に当たる、源義綱が赤湯温泉を発見したとの伝説も残る。この温泉で家臣達が傷を癒した際に、傷から出た血で、湯が真っ赤になったため、この温泉地が「赤湯」と呼ばれるようになったという。
また、共同浴場の「大湯」は、1312年に弘法大師によって開かれたという伝説を持つ。

### 略史
江戸時代は米沢藩の湯治場として利用され、藩主のための専用の浴場である「箱湯」も設けられた。例えば、1799年には米沢藩世子の上杉斉定（治広養子）が、養祖父で元藩主（隠居）の上杉治憲（鷹山）と共に湯治に訪れた。また例えば、1819年には当時隠居していた治広の痛風が再発したため、同じく隠居で養父の治憲（鷹山）と共に湯治に来た。
なお、米沢藩の時代は、遊興地でもあった。この事もあってか、かつては歓楽街としての要素も見られた。
また、赤湯温泉は共同浴場が比較的多い温泉地として知られてきた。共同浴場の「とわの湯」は1943年に開設された。